# Nomadi 50+1
Nomadi 50+1 è un doppio album raccolta del gruppo musicale italiano dei Nomadi, pubblicato nel 2014. Si tratta della trentaseiesima pubblicazione ufficiale del gruppo.

## Descrizione
Il nome dell'album ricorda il numero di anni di attività del gruppo e contiene oltre a due inediti una raccolta di brani storici del gruppo interpretati dal nuovo cantante Cristiano Turato che ha sostituito nel 2012 Danilo Sacco.

## Tracce

### CD 1
1. Abbi cura di te - 4:54
2. Ala bianca - 3:53
3. Gli aironi neri - 4:36
4. La mia terra - 4:34
5. Un giorno insieme - 4:00
6. Ti lascio una parola (Goodbye) - 3:57
7. Ho difeso il mio amore - 4:26
8. Un po' di me - 4:28
9. Oriente - 4:39
10. Jenny - 3:28
11. Trovare Dio - 4:27
12. Ti voglio (I Want You) - 3:06
13. Toccami il cuore - 4:42
14. Tutto a posto - 4:19
15. Un pugno di sabbia - 4:45
16. Non dimenticarti di me - 3:43
17. La vita che seduce (Live) - 5:23
18. Nulla di nuovo - 3:58 (inedito)

### CD 2
1. Ad est ad est  - 4:43
2. Anni di frontiera - 4:32
3. Io vagabondo (che non sono altro) - 3:47
4. Io voglio vivere - 4:58
5. Dio è morto (se Dio muore, è per tre giorni poi risorge) - 2:38
6. Il pilota di Hiroshima - 3:19
7. La deriva - 6:49
8. La libertà di volare - 4:39
9. La settima onda - 4:03
10. L'ultima salita - 4:40
11. Mamma giustizia - 5:36
12. Marinaio di 20 anni - 3:58
13. Noi - 3:26
14. Sangue al cuore - 4:36
15. Noi non ci saremo - 3:05
16. Come va la vita - 3:46 (inedito)

## Formazione
- Beppe Carletti – tastiere
- Cico Falzone – chitarra
- Massimo Vecchi – basso, voce
- Daniele Campani – batteria
- Sergio Reggioli – violino
- Cristiano Turato - voce

## Classifiche
| Classifica | Posizione |
| ---------- | --------- |
| Italia     | 6         |